# Rex bellator
El Rex bellator (‘rei guerrer’) és una teoria política que pretenia la unificació sota un príncep solter o vidu i dels ordes militars la reconquesta de Terra Santa.

## Antecedents històrics
Va respondre a la pèrdua de les romanalles del Regne de Jerusalem des de 1291. Disminuït territorialment amb la caiguda de la ciutat de Jerusalem el 1187, havia tingut com a capital Sant Joan d'Acre, i depenia cada vegada més de la força dels ordes militars-religiosos i de la benvolença de les repúbliques italianes per sobreviure, especialment des del fracàs de la croada del rei francès Lluís IX (Sant Lluís).
Les ofensives del soldà Bàybars I havien deixat el regne reduït a una petita franja costanera i el soldà Qalàwun va decidir eliminar l'enclavament. Tot i la seva mort, el seu fill al-Àixraf Khalil va culminar l'obra el 28 de maig de l'any 1291.
Això va desfermar una onada de tractats sobre com procedir a la reconquesta del regne de Jerusalem. La gran majoria partien de la unificació dels ordes militars en un de sol, sota el comandament d'un o altre príncep de sang reial.

## El projecteRex Bellatorde fra Ramon Llull
De tots ells, el pla més coherent, anomenat Rex Bellator, el va elaborar fra Ramon Llull en tres llibres:
- Quomodo Terra Sancta recuperari potest[2] (desembre de 1292), elaborat sota la impressió de la caiguda d'Acre. Va començar-lo amb el franciscà Nicolau IV com a pontífex, però el va acabar amb seu vacant, de manera que el va haver de trametre al col·legi dels cardenals reunits en conclave.[3][4]
- Liber de Fine[5][6] (abril de 1305); dedicat a Climent V que acabava de ser escollit. La conjuntura és la caiguda de l'ïlla d'Arwad pel setembre de 1302 i les ambaixades de rescat del sub-mariscal del Temple fra Dalmau de Rocabertí, trameses per Jaume II. L'estratègia era la unificació dels ordes sota un "rex bellator" que faria una expedició pel nord d'Âfrica, recolzat per la flota catalana i amb els almogàvers com a força principal. Hom entreveu, clarament, el protagonisme del rei Jaume II i del seu fill. La seva publicació va ser contestada amb el tractat de Pierre Dubois De recuperatione Terrae Sanctae (1306), on era l'entorn familiar de Felip IV el candidat a cap de la cristiandat com a rex pacis i no un príncep del Casal de Barcelona.
- Liber de Acquisitione Terrae Sanctae[7] (març de 1309), aparegut després de la dissolució del Temple. Fra Ramon Llull proposava ara dues vies per a la reconquesta de Terra Santa: al nord (Constantinoble), els francesos amb els hospitalers i al sud, partint de Múrcia, Jaume II amb els ordes peninsulars, al llarg de la costa Mediterrània d'Àfrica.

El pla consistia, sempre, en la unificació dels ordes militars en un de sol (en els dos primers, deixant clara la preeminència de templers i hospitalers, i en el tercer, distingint l'orde dels hospitalers i els ordes de la península Ibèrica), situades sota el poder d'un rex bellator, un rei guerrer, vidu o solter.
Es preveia, també, una ofensiva espiritual", de frares ensinistrats en els idiomes dels àrabs i tàrtars; un bloqueig naval i una progressió per terra, partint de Múrcia, passant per Almeria, Granada, Ceuta, el Nord d'Àfrica, Egipte i, finalment, Jerusalem. Com que Múrcia pertanyia al rei Jaume II "el Just", i com que el seu fill primogènit, l'infant Jaume, va renunciar al matrimoni i a la corona per vestir la túnica blanca i la creu roja (malgrat la dissolució del Temple, va acabar per ingressar a l'Orde de Muntesa), hom pot deduir que tot el projecte comptava amb el vistiplau de la cort catalana i que responia als interessos de Jaume II, que ja era capità general, gonfanoner i almirall de l'Església, des de l'època del Papa Bonifaci VIII, enemic del rei de França Felip IV de França "el Bell".

## Influència del projecte de Ramon Llull en les corts de Jaume II i de Felip IV
Possiblement per aquesta raó (per influir en la imminent successió de l'ancià Gran Mestre templer fra Jacques de Molay) Jaume II va intentar frenèticament aconseguir la llibertat de fra Dalmau de Rocabertí, el darrer cap militar templer caigut presoner a l'illa d'Arwad (1302), en les ambaixades portades a terme per Eimeric d'Usall en 1303-1304 i 1305-1306, abans de la destrucció del temple.
El projecte de Ramon Llull no podia per menys que aparèixer com a perillós per a altres sobirans europeus, especialment per a Felip IV de França, el qual va maniobrar en diversos fronts:
- donar la seva pròpia versió del projecte (De recuperatione Terre Sancte de l'advocat reial Pierre Dubois), on ell (Felip IV) o membres de la familia reial francesa esdevenien els candidats obvis per a la dignitat de cap de la cristiandat, com a rex pacis (i no com a rex bellator).
- intentar entrar al Temple, quan va morir la seva esposa Joana I de Navarra.
- fracassat tot això, acusar l'orde d'heretgies diverses i destruir-la.

Finalment, els hospitalers van conquerir el seu propi regne (Rodas); el rei Jaume II va intentar la conquesta d'Almeria en una expedició fracassada, i el projecte va acabar abandonat.